# Шпроєргофштрассе
Шпроєргофштрассе (нім. Spreuerhofstraße) — найвужча вулиця у світі, розташована у старій частині міста Ройтлінген (Баден-Вюртемберг) в Німеччині. Ширина вулиці становить від 31 см у найвужчому місці до 50 см у найширшому. Шпроєргофштрассе офіційно занесена до Книги рекордів Гіннеса.
Вулиця була побудована 1727 року під час реконструкції міста після великої пожежі 1726. Офіційно статус вулиці вона отримала у 1820 році. Шпроєргофштрассе офіційно перерахована у списку вулиць міста. Зараз вона є туристичною принадою, однією з пам'яток Ройтлінгена.

## Галерея

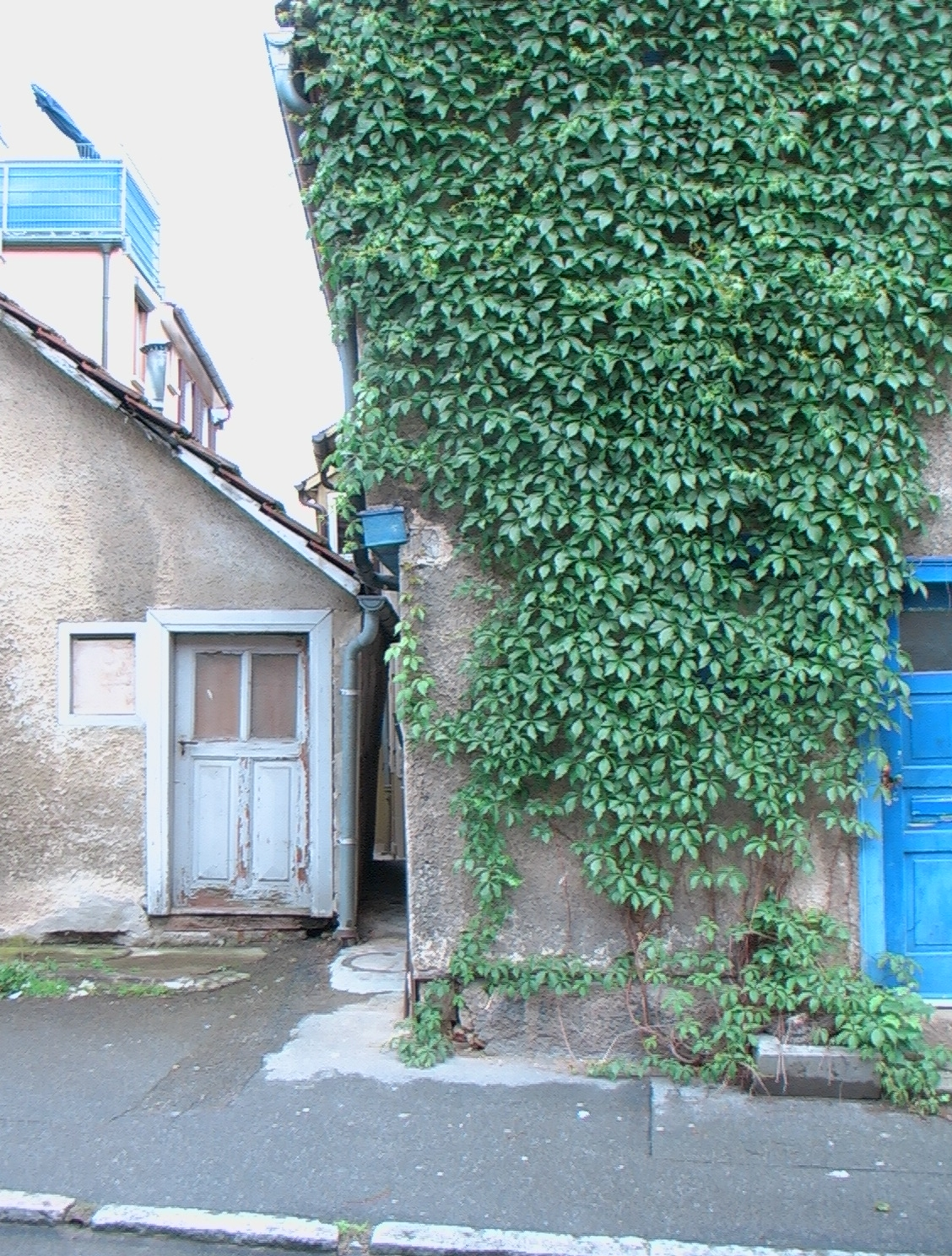
Будинки, що утворюють Шпроєргофштрассе
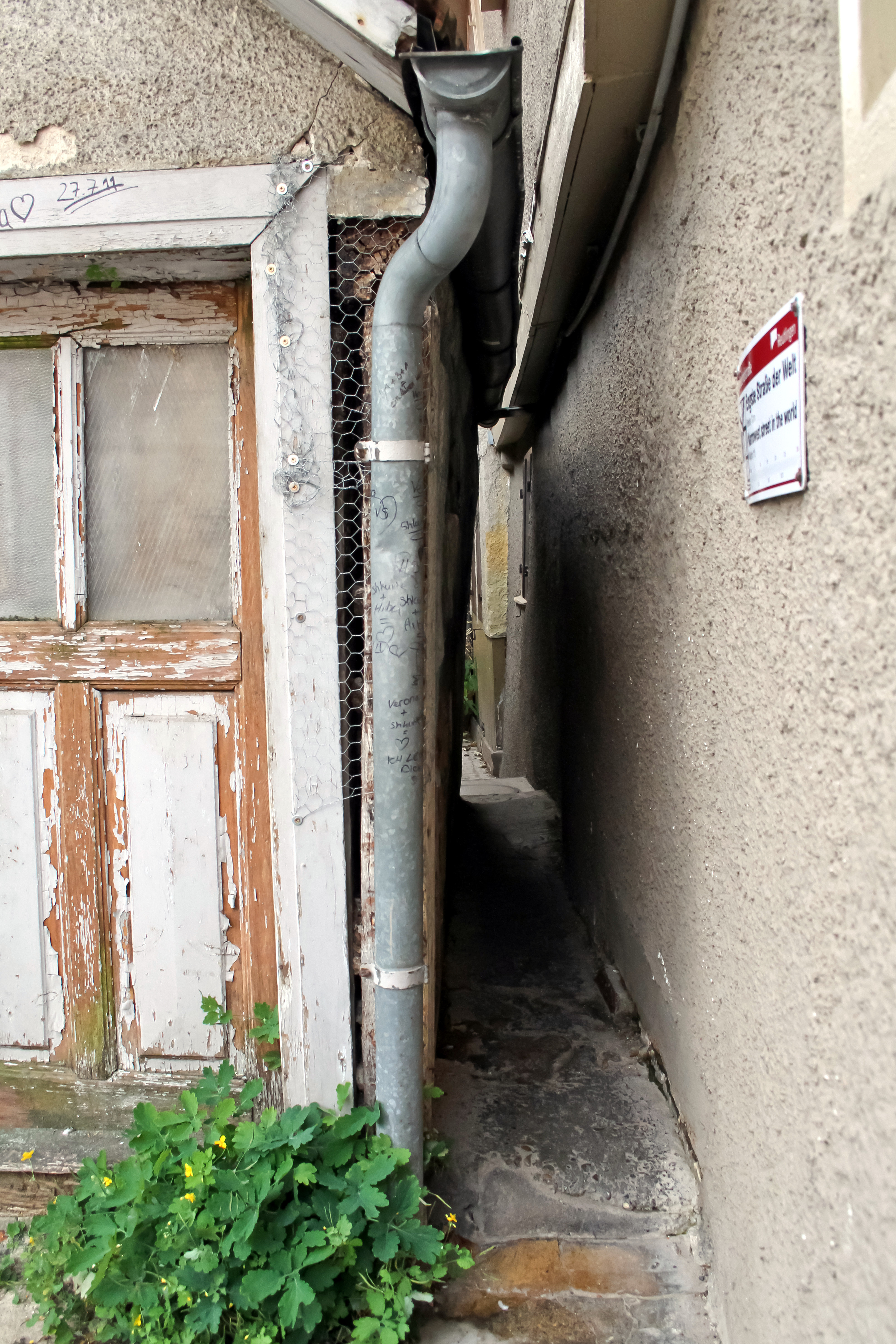
Шпроєргофштрассе
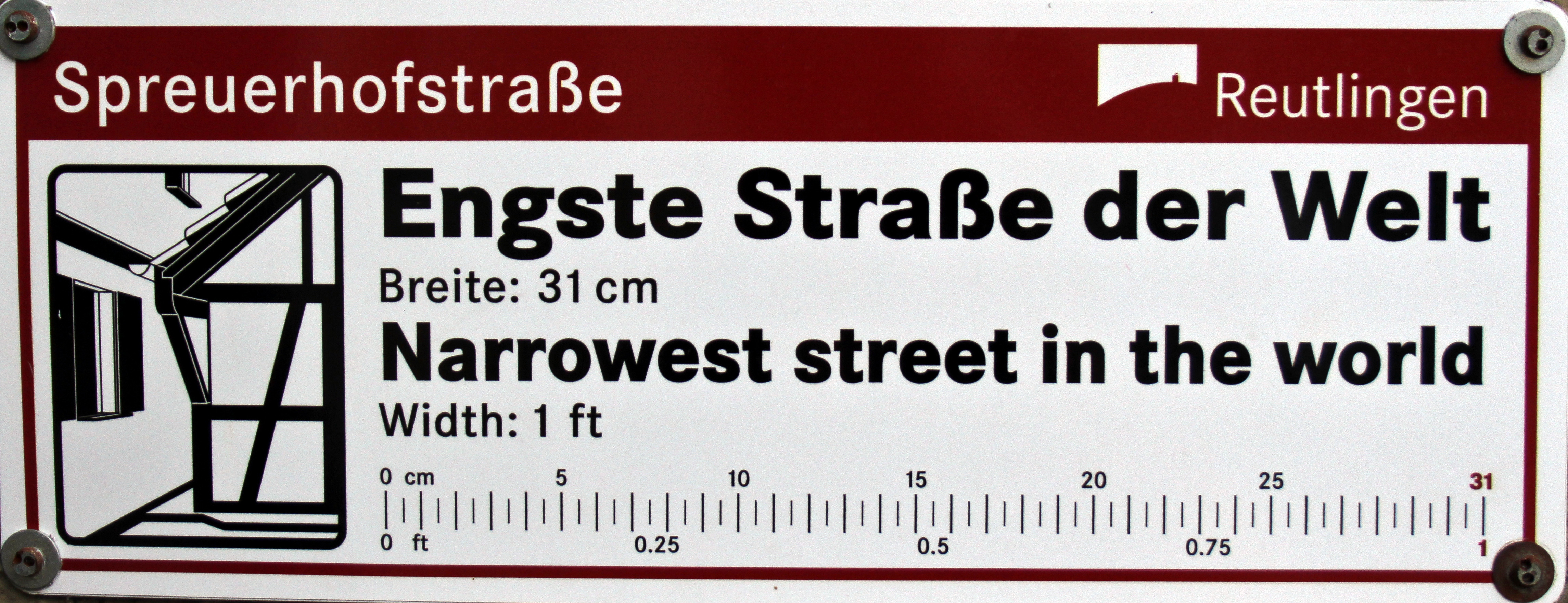
Шпроєргофштрассе — найвужча вулиця у світі